# Libanotis seseloides
Libanotis seseloides là một loài thực vật có hoa trong họ Hoa tán. Loài này được (Fisch. & C.A. Mey. ex Turcz.) Turcz. mô tả khoa học đầu tiên năm 1844.